# Slag om Praag (1648)
De Slag om Praag vond plaats tussen 25 juli en 1 november 1648 en was een van de laatste grootschalige gevechten van de Dertigjarige Oorlog. Een Zweeds leger nam bij verrassing een deel van Praag in, terwijl een ander deel van de stad in handen bleef van een keizerlijk leger, bijgestaan door de burgerbevolking van de stad.
In mei 1648 trok een Zweeds leger van enkele duizenden mannen onder leiding van Hans Christoff von Königsmarck via de Opper-Palts naar Bohemen, terwijl de hoofdmacht van het Zweeds leger samen met een Frans leger oorlog voerde in Beieren. In de nacht van 25 op 26 juli drongen de Zweden via het Strahovklooster de stad binnen en bezetten de wijk Malá Strana. De Zweden slaagden er niet in de gehele stad in te nemen en sloegen aan het plunderen. Er werd verwacht dat er binnenkort vrede zou worden gesloten en dit was dus een van de laatste kansen voor de militairen om buit te vergaren. 
In de herfst kregen de Zweden versterking uit Leipzig van een leger van 6.000 man, geleid door paltsgraaf Karel Gustaaf. Maar het niet bezette deel van de stad werd verdedigd door een keizerlijk garnizoen geleid door Rudolf von Colloredo, en door burgers, studenten en monniken. Ondanks zware artilleriebeschietingen en twee bestormingen in de loop van oktober slaagden de Zweden er niet in de volledige stad in te nemen. Na het bekendmaken van de Vrede van Westfalen werd het beleg opgeheven.